# 別濟緬涅 (卡扎京區)
49°41′43″N 28°33′53″E / 49.69528°N 28.56472°E
別濟緬涅（烏克蘭語：Безіменне），是烏克蘭的村落，位於該國西南部文尼察州，由赫米利尼克區負責管轄，始建於1674年，面積0.15平方公里，海拔高度284米，2001年該村落人口663。